# 龍井關戰鬥
龍井關戰鬥發生於1938年元月24日－7月5日，地點則是在中國皖西一帶。是抗日戰爭主要戰鬥之一，交戰一方為守軍之國民革命軍，另一方則為日軍。